# SICRIS
Informacijski sistem o raziskovalni dejavnosti v Sloveniji (kratica SICRIS - Slovenian Current Research Information System) je namenjen javnemu spletnemu prikazu podatkov iz zbirke oziroma evidence izvajalcev raziskovalne in razvojne dejavnosti, ki jo vodi Javna agencija za znanstvenoraziskovalno in inovacijsko dejavnost Republike Slovenije (ARIS), ter podatkov o raziskovalnih projektih in raziskovalnih programih, ki jih financira ARIS iz sredstev državnega proračuna. Evidenca izvajalcev raziskovalne in razvojne dejavnosti vsebuje podatke o raziskovalnih organizacijah, o raziskovalnih skupinah in o raziskovalcih oziroma o raziskovalnem kadru.
Informacijski sistem vzdržujeta Institut informacijskih znanosti in ARIS.